# FC Brașov în sezonul 2014-15
Sezonul 2014-15 este al șaptelea sezon consecutiv pentru FC Brașov în Liga I, după promovarea din anul 2008. FC Brașov participă în acest sezon după ce în sezonul trecut a reușit să se salveze de la retrogadarea în Liga a II-a în ultima etapă.

## Perspectivă de ansamblu

### Presezon
După ce stegarii au reușit evitarea retrogadării în ultima etapă în sezonul trecut perioada dintre sezoane a venit cu discuții legate de schimbarea numelor de pe banca tehnică. Totuși, Constantin Zotta a lămurit situația menționând că antrenorul Cornel Țălnar și secundul său Florentin Petre mai au contract cu echipa pentru încă un sezon.
Imediat după încheierea sezonului 2013-2014 FC Brașov a anunțat că a prelungit contractul lui Ștefan Grigorie pentru doi ani de zile, ambele părți declarându-se mulțumite de returul de sezon tocmai încheiat. De asemenea, simultan, clubul s-a despărțit de Romeo Surdu, Marius Constantin și Andrei Cristea, toți trei fiind la final de contract.
Luna iunie a adus noi schimbări in lotul stegarilor. Marian Constantinescu și Cătălin Munteanu au semnat pentru doi ani cu FC Brașov, venind liberi de contract de la Ceahlăul, respectiv Dinamo. Ambii jucători au mai evoluat în trecut pentru brașoveni. Tot în luna iunie conducerea a anunțat prelungirea cu un an a contractului lui Mugurel Buga.
Prima acțiune a echipei pentru noul sezon a fost reprezentată de cantonmentul din Poiana Brașov, început pe 24 iunie. La acest stagiu de pregătire au participat: Iacob, Mutu, Marinescu, Căucă, Străuț, Vagner, Machado, Leko, Hlinca, Remeș, Santos, Serginho, Aganovic, Madeira, Munteanu, Grigorie, Păun, C. Cristea, Manea, Ispas, Buga și Constantinescu. Călin Cristea, Ionuț Hlinca și Sebastian Remeș sunt în probe.
După primul meci amical al sezonului, împotriva celor de la FC Râșnov (1-8), în ultima zi a stagiului de pregătire din Poiana Brașov, jucătorii au refuzat să participe la antrenament, au hotărât să plece din cantonament și au amenințat că vor refuza să participe la cantonamentul din Slovenia, în semn de protest pentru neplata salariilor în ultimele șase luni.
Cu toate că situația a fost tensionată, jucătorii au renunțat la protest, iar echipa s-a aflat în Slovenia între 26 iunie și 10 iulie. La acest cantonament au participat următorii jucători: Iacob, Mutu, Căucă - Vanger, Străuț, Machado, Santos, Leko, Frâncu, Dumbravă, Rodrigues -  Popa, Ciocâlteu, Aganovic, Madeira, Munteanu, Petriș, Păun, Cristea, Grigorie, Enceanu - Constantinescu, Buga, Ganea. Stagiul de pregătire s-a încheiat cu trei victorii și un egal în meciurile amicale.

### Iulie
Sezonul începe în mod oficial în luna iulie, cu prima manșă a Cupei Ligii pe 18 iulie, iar cu prima etapă a Ligii 1 având loc pe 27 iulie.

## Echipă

### Lotul de jucători
Listă actualizată la data de 18 iulie 2014
| Nr. |            | Poziție | Jucător          |
| --- | ---------- | ------- | ---------------- |
| 13  | România    | P       | Daniel Mutu      |
| 30  | România    | P       | Florin Iacob     |
| 1   | România    | P       | Andrei Marinescu |
| 90  | România    | P       | Bogdan Căucă     |
| 3   | România    | F       | Bogdan Remeș     |
| 15  | Portugalia | F       | Diogo Santos     |
| 22  | Portugalia | F       | Sérgio Rodrigues |
| 23  | Portugalia | F       | Ricardo Machado  |
| 25  | România    | F       | Alexandru Vagner |
| 28  | Croația    | F       | Mislav Leko      |
| 32  | România    | F       | Bogdan Străuț    |
| 77  | România    | F       | Daniel Barna     |
| 7   | România    | M       | Cătălin Munteanu |

| Nr. |            | Poziție | Jucător               |
| --- | ---------- | ------- | --------------------- |
| 10  | România    | M       | Georgian Păun         |
| 11  | România    | M       | Tiberiu Petriș        |
| 12  | România    | M       | Călin Cristea         |
| 17  | România    | M       | Horia Popa            |
| 19  | Croația    | M       | Adnan Aganovic        |
| 26  | Portugalia | M       | Bruno Madeira         |
| 31  | România    | M       | Ștefan Grigorie       |
| 55  | România    | M       | Alexandru Ciocâlteu   |
| 94  | România    | M       | Rareș Enceanu         |
| 95  | România    | M       | Andrei Ispas          |
| 20  | România    | A       | Marian Constantinescu |
| 29  | România    | A       | Mugurel Buga          |
| 89  | România    | A       | Liviu Ganea           |

### Transferuri
Veniri
| N | P        | Naț. | Nume                  | Vârsta | EU | Transferat de la | Tip      | Fereastră de transferuri | Valabilitate | Sumă de transfer | Sursă         |
| - | -------- | ---- | --------------------- | ------ | -- | ---------------- | -------- | ------------------------ | ------------ | ---------------- | ------------- |
|   | Mijlocaș | ROU  | Cătălin Munteanu      | 35     | EU | Dinamo           | Transfer | Vară                     | 2016         | Gratis           | Prosport      |
|   | Mijlocaș | ROU  | Marian Constantinescu | 32     | EU | Ceahlăul         | Transfer | Vară                     | 2016         | Gratis           | Prosport      |
|   | Atacant  | ROU  | Liviu Ganea           | 26     | EU | CFR Cluj         | Împrumut | Vară                     | 2015         |                  | Steagu.ro     |
|   | Mijlocaș | ROU  | Călin Cristea         | 26     | EU | Pandurii         | Transfer | Vară                     | 2015         | Gratis           | Ziarul Unirea |
|   | Fundaș   | ROU  | Daniel Barna          | 27     | EU | Ceahlăul         | Transfer | Vară                     | 2016         | Gratis           | BrasovulTau   |

Sursa: Transfermarket

Cheltuieli totale: €0
Plecări
| N  | P        | Naț. | Nume              | Vârsta | EU | Transferat la | Tip               | Fereastră de transferuri | Sumă de transfer | Sursă      |
| -- | -------- | ---- | ----------------- | ------ | -- | ------------- | ----------------- | ------------------------ | ---------------- | ---------- |
| 8  | Mijlocaș | ROU  | Alexandru Mateiu  | 24     | EU | CSU Craiova   | Transfer          | Vară (propriu-zis)       | €500.000         | Dolcesport |
| 9  | Atacant  | ROU  | Andrei Cristea    | 30     | EU |               | Final de contract | Vară                     |                  | GSP        |
| 4  | Fundaș   | ROU  | Marius Constantin | 33     | EU |               | Final de contract | Vară                     |                  | Digisport  |
| 20 | Atacant  | ROU  | Romeo Surdu       | 30     | EU |               | Final de contract | Vară                     |                  | Digisport  |
| 77 | Mijlocaș | ROU  | Janos Szekely     | 31     | EU |               | Final de contract | Vară                     |                  | Liga2.ro   |
| 12 | Fundaș   | ROU  | Cristian Ionescu  | 36     | EU |               | Final de contract | Vară                     |                  | Steagu.ro  |

Sursa: Transfermarket

Venituri totale: €500.000

## Club

### Conducerea tehnică
Listă actualizată la data de 23 martie 2014
| Nume               | Naționalitate | Funcție              |
| ------------------ | ------------- | -------------------- |
| Cornel Țălnar      | România       | Antrenor principal   |
| Florentin Petre    | România       | Antrenor secund      |
| Andrei Șanta       | România       | Antrenor cu portarii |
| Constantin Niculae | România       | Preparator fizic     |
| Gheorghe Popa      | România       | Medic                |
| Sorin Mainea       | România       | Maseur               |
| Leonard Silișteanu | România       | Maseur               |
| Adrian Saiu        | România       | Maseur               |

### Echipament
Producător: Puma
Sponsor(i): Roman S.A., Allview și Silnef M.G.

| Acasă | Acasă 2 | Deplasare | Deplasare 2 |

Ultima actualizare: 26 aprilie 2014.
Sursă: FC Brașov

## Statistică

### General
| Competiție    | Faza de început  | Faza curentă | Faza finală      | Primul meci        | Ultimul meci      |
| ------------- | ---------------- | ------------ | ---------------- | ------------------ | ----------------- |
| Liga I        | —                | Locul 13     |                  | 25 iulie 2014      | 28 mai 2015       |
| Cupa României | Șaisprezecimi    | —            | Optimi de finală | 25 septembrie 2014 | 29 octombrie 2014 |
| Cupa Ligii    | Optimi de finală | —            | Optimi de finală | 18 iulie 2014      | 18 iulie 2014     |

### Apariții și goluri
La 3 august 2014.
| Nr. | Naț        | Poz | Jucător               | Total | Total | Liga 1 | Liga 1 | Cupa României | Cupa României | Cupa Ligii | Cupa Ligii |
| Nr. | Naț        | Poz | Jucător               | Apps  | Goals | Apps   | Goals  | Apps          | Goals         | Apps       | Goals      |
| --- | ---------- | --- | --------------------- | ----- | ----- | ------ | ------ | ------------- | ------------- | ---------- | ---------- |
| 1   | România    | P   | Andrei Marinescu      | 0     | 0     | 0+0    | 0      | 0+0           | 0             | 0+0        | 0          |
| 3   | România    | F   | Bogdan Remeș          | 0     | 0     | 0+0    | 0      | 0+0           | 0             | 0+0        | 0          |
| 7   | România    | M   | Cătălin Munteanu      | 3     | 0     | 2+0    | 0      | 0+0           | 0             | 1+0        | 0          |
| 10  | România    | M   | Georgian Păun         | 1     | 0     | 1+0    | 0      | 0+0           | 0             | 0+0        | 0          |
| 11  | România    | M   | Tiberiu Petriș        | 0     | 0     | 0+0    | 0      | 0+0           | 0             | 0+0        | 0          |
| 12  | România    | M   | Călin Cristea         | 2     | 0     | 1+0    | 0      | 0+0           | 0             | 1+0        | 0          |
| 13  | România    | P   | Daniel Mutu           | 0     | 0     | 0+0    | 0      | 0+0           | 0             | 0+0        | 0          |
| 15  | Portugalia | F   | Diogo Santos          | 2     | 0     | 1+0    | 0      | 0+0           | 0             | 1+0        | 0          |
| 17  | România    | M   | Horia Popa            | 1     | 0     | 0+0    | 0      | 0+0           | 0             | 0+1        | 0          |
| 19  | Croația    | M   | Adnan Aganovic        | 2     | 0     | 1+0    | 0      | 0+0           | 0             | 1+0        | 0          |
| 20  | România    | A   | Marian Constantinescu | 3     | 0     | 2+0    | 0      | 0+0           | 0             | 1+0        | 0          |
| 22  | Portugalia | F   | Sérgio Rodrigues      | 3     | 0     | 2+0    | 0      | 0+0           | 0             | 1+0        | 0          |
| 23  | Portugalia | F   | Ricardo Machado       | 3     | 0     | 2+0    | 0      | 0+0           | 0             | 1+0        | 0          |
| 25  | România    | F   | Alexandru Vagner      | 3     | 0     | 2+0    | 0      | 0+0           | 0             | 1+0        | 0          |
| 26  | Portugalia | M   | Bruno Madeira         | 1     | 0     | 0+0    | 0      | 0+0           | 0             | 1+0        | 0          |
| 28  | Croația    | F   | Mislav Leko           | 2     | 0     | 2+0    | 0      | 0+0           | 0             | 0+0        | 0          |
| 29  | România    | A   | Mugurel Buga          | 2     | 1     | 1+0    | 0      | 0+0           | 0             | 1+0        | 1          |
| 30  | România    | P   | Florin Iacob          | 3     | 0     | 2+0    | 0      | 0+0           | 0             | 1+0        | 0          |
| 31  | România    | M   | Ștefan Grigorie       | 2     | 0     | 1+1    | 0      | 0+0           | 0             | 0+0        | 0          |
| 32  | România    | F   | Bogdan Străuț         | 1     | 0     | 1+0    | 0      | 0+0           | 0             | 0+0        | 0          |
| 55  | România    | M   | Alexandru Ciocâlteu   | 0     | 0     | 0+0    | 0      | 0+0           | 0             | 0+0        | 0          |
| 77  | România    | F   | Daniel Barna          | 2     | 0     | 1+0    | 0      | 0+0           | 0             | 0+1        | 0          |
| 89  | România    | A   | Liviu Ganea           | 2     | 0     | 0+1    | 0      | 0+0           | 0             | 0+1        | 0          |
| 90  | România    | P   | Bogdan Căucă          | 0     | 0     | 0+0    | 0      | 0+0           | 0             | 0+0        | 0          |
| 94  | România    | M   | Rareș Enceanu         | 1     | 0     | 0+1    | 0      | 0+0           | 0             | 0+0        | 0          |
| 95  | România    | M   | Andrei Ispas          | 0     | 0     | 0+0    | 0      | 0+0           | 0             | 0+0        | 0          |

### Golgheteri
Listă actualizată la data de 2 august 2014.
| Pos. | Jucător      | L1 | CR | CL | Total |
| ---- | ------------ | -- | -- | -- | ----- |
| 1    | Mugurel Buga | 0  | 0  | 1  | 1     |

### Cartonașe
| Număr | Naționalitate | Poziție | Nume                  | Liga 1          | Liga 1        | Cupa României   | Cupa României | Cupa Ligii      | Cupa Ligii    | Total           | Total         |
| Număr | Naționalitate | Poziție | Nume                  | Cartonaș galben | Cartonaș roșu | Cartonaș galben | Cartonaș roșu | Cartonaș galben | Cartonaș roșu | Cartonaș galben | Cartonaș roșu |
| 15    | Portugalia    | F       | Diogo Santos          | 1               | 0             | 0               | 0             | 1               | 0             | 2               | 0             |
| 28    | Croația       | F       | Mislav Leko           | 1               | 0             | 0               | 0             | 0               | 0             | 1               | 0             |
| 23    | Portugalia    | F       | Ricardo Machado       | 1               | 0             | 0               | 0             | 0               | 0             | 1               | 0             |
| 7     | România       | M       | Cătălin Munteanu      | 1               | 0             | 0               | 0             | 0               | 0             | 1               | 0             |
| 20    | România       | A       | Marian Constantinescu | 1               | 0             | 0               | 0             | 0               | 0             | 1               | 0             |
| 25    | România       | F       | Alexandru Vagner      | 1               | 0             | 0               | 0             | 0               | 0             | 1               | 0             |
|       |               |         | TOTAL                 | 6               | 0             | 0               | 0             | 1               | 0             | 7               | 0             |

Ultima actualizare:3 august 2014
Doar meciuri oficiale
 * indică un al doilea cartonaș galben ( )

### Căpitani
| Nr. | P        | Nume     | Țară | Nr. Jocuri | Note |
| --- | -------- | -------- | ---- | ---------- | ---- |
| 7   | Mijlocaș | Munteanu | ROU  | 2          |      |

Last updated: 2 august 2014
Source: Competitive match reports.

Doar meciurile oficiale

Doar meciurile în care a început ca și căpitan

Țară: Naționalitate FIFA; Nr.: Numărul în echipă; P: Poziție; Nume: Numele jucătorului; Nr. Jocuri: Numărul de jocuri începute ca și căpitan.

## Meciuri amicale

### Presezon

#### România
| 21 iunie 2014 | FC Râșnov | 1 - 8 | FC Brașov                                                                                      | Râșnov, România           |  |
| 17:30 EET     | ?'        |       | Madeira ?' Popa ?' Grigorie ?' Ciocâlteu ?' Aganovic ?' Cristea ?' Potecu ?' Constantinescu ?' | Stadion: Stadionul Bucegi |  |

| 21 iulie 2014 | Blue Angels Bod | 0 - 14 | FC Brașov | Bod, România |  |
|               |                 |        | Ganea ?', ?', ?', ?' Buga ?', ?', ?' Păun ?', ?' Constantinescu ?' Rodrigues ?' Popa ?' Petriș ?' Ciocâlteu ?' |              |  |

#### Slovenia
| 30 iunie 2014 | FC Brașov         | 2 - 0   | FK Zadar | Moravske Toplice, Slovenia |  |
|               | Buga 32' Popa 60' | Cronică |          |                            |  |

| 2 iulie 2014 | FC Brașov | 0 - 0   | Slavia Sofia | Moravske Toplice, Slovenia |  |
|              |           | Cronică |              |                            |  |

| 4 iulie 2014 | FC Brașov                              | 5 - 1   | ND Dravinja | Moravske Toplice, Slovenia |  |
|              | Machado ?' Păun ?' Buga ?', ?' Popa ?' | Cronică | ? ?'        |                            |  |

| 6 iulie 2014 | FC Brașov                       | 4-1     | NK Zagreb | Moravske Toplice, Slovenia |  |
|              | Munteanu ?', ?' Leko ?' Păun ?' | Cronică | ? ?'      |                            |  |

### Golgheteri
Listă actualizată la data de 22 iulie 2014.
| Pos.  | Jucător               | Total |
| ----- | --------------------- | ----- |
| 1     | Mugurel Buga          | 6     |
| 2     | Liviu Ganea           | 4     |
| =     | Horia Popa            | 4     |
| =     | Georgian Păun         | 4     |
| 3     | Cătălin Munteanu      | 2     |
| =     | Alexandru Ciocâlteu   | 2     |
| =     | Marian Constantinescu | 2     |
| 4     | Bruno Madeira         | 1     |
| =     | Ștefan Grigorie       | 1     |
| =     | Adnan Aganović        | 1     |
| =     | Călin Cristea         | 1     |
| =     | Vlad Potecu           | 1     |
| =     | Ricardo Machado       | 1     |
| =     | Mislav Leko           | 1     |
| =     | Sergio Rodrigues      | 1     |
| =     | Tiberiu Periș         | 1     |
| Total | Total                 | 33    |

## Liga I

### Clasament
| Poz | Echipa             | MJ | V | E | Î | GM | GP | G | Pct | Promovare sau retrogradare |
| --- | ------------------ | -- | - | - | - | -- | -- | - | --- | -------------------------- |
| 1   | Astra              | 0  | 0 | 0 | 0 | 0  | 0  | 0 | 0   |                            |
| 2   | Botoșani           | 0  | 0 | 0 | 0 | 0  | 0  | 0 | 0   |                            |
| 3   | Brașov             | 0  | 0 | 0 | 0 | 0  | 0  | 0 | 0   |                            |
| 4   | Ceahlăul           | 0  | 0 | 0 | 0 | 0  | 0  | 0 | 0   |                            |
| 5   | CFR Cluj           | 0  | 0 | 0 | 0 | 0  | 0  | 0 | 0   |                            |
| 6   | Concordia          | 0  | 0 | 0 | 0 | 0  | 0  | 0 | 0   |                            |
| 7   | Iași               | 0  | 0 | 0 | 0 | 0  | 0  | 0 | 0   |                            |
| 8   | CSU Craiova        | 0  | 0 | 0 | 0 | 0  | 0  | 0 | 0   |                            |
| 9   | Dinamo             | 0  | 0 | 0 | 0 | 0  | 0  | 0 | 0   |                            |
| 10  | Gaz Metan          | 0  | 0 | 0 | 0 | 0  | 0  | 0 | 0   |                            |
| 11  | Oțelul             | 0  | 0 | 0 | 0 | 0  | 0  | 0 | 0   |                            |
| 12  | Pandurii           | 0  | 0 | 0 | 0 | 0  | 0  | 0 | 0   |                            |
| 13  | Petrolul           | 0  | 0 | 0 | 0 | 0  | 0  | 0 | 0   |                            |
| 14  | Rapid              | 0  | 0 | 0 | 0 | 0  | 0  | 0 | 0   |                            |
| 15  | Steaua             | 0  | 0 | 0 | 0 | 0  | 0  | 0 | 0   |                            |
| 16  | Târgu Mureș        | 0  | 0 | 0 | 0 | 0  | 0  | 0 | 0   |                            |
| 17  | Universitatea Cluj | 0  | 0 | 0 | 0 | 0  | 0  | 0 | 0   |                            |
| 18  | Viitorul           | 0  | 0 | 0 | 0 | 0  | 0  | 0 | 0   |                            |

Sursa: LPF
Reguli de clasare: 
I punctele; II întâlnirile directe; III golaverajul din întâlnirile directe; IV golurile marcate în întâlnirile directe; V golaverajul; VI goluri marcate.
POZ = Poziția în clasament; (C) = Campioană; (R) = Retrogradată; (P) = Promovată; (E) = Eliminată; (O) = Câștigătoare de play-off; (A) = Avansează în runda următoare. 
Aplicabil doar când sezonul nu este terminat: 
(Q) = Calificare în faza competiției indicată; (TQ) = Calificare în competiție, dar încă nu în faza indicată; (RQ) = Calificată în competiția de retrogradare indicată; (DQ) = Descalificată din competiție.

### Rezultate etapă de etapă
| Etapă    | 01 | 02 | 03 | 04 | 05 | 06 | 07 | 08 | 09 | 10 | 11 | 12 | 13 | 14 | 15 | 16 | 17 | 18 | 19 | 20 | 21 | 22 | 23 | 24 | 25 | 26 | 27 | 28 | 29 | 30 | 31 | 32 | 33 | 34 |
| -------- | -- | -- | -- | -- | -- | -- | -- | -- | -- | -- | -- | -- | -- | -- | -- | -- | -- | -- | -- | -- | -- | -- | -- | -- | -- | -- | -- | -- | -- | -- | -- | -- | -- | -- |
| Teren    | A  | D  | A  | D  | A  | D  | A  | D  | D  | A  | D  | A  | D  | A  | D  | A  | D  |    |    |    |    |    |    |    |    |    |    |    |    |    |    |    |    |    |
| Rezultat | Î  |    |    |    |    |    |    |    |    |    |    |    |    |    |    |    |    |    |    |    |    |    |    |    |    |    |    |    |    |    |    |    |    |    |
| Loc      | 13 |    |    |    |    |    |    |    |    |    |    |    |    |    |    |    |    |    |    |    |    |    |    |    |    |    |    |    |    |    |    |    |    |    |

Notă: liga1.ro

Teren: A = Acasă; D = Deplasare. Rezultat: E = Egal; Î = Înfrângere; V = Victorie; Am. = Amânat.

### Rezultate
Victorie
      Egal
      Înfrângere
Tur
| 27 iulie 2014Etapa 1 | FC Brașov | 0-1     | Petrolul            | Brașov                                 |  |
| 21:00 EET            |           | Cronică | Teixeira 38' · Mutu | Stadion: Tineretului Spectatori: 2.500 |  |

| 3 august 2014Etapa 2 | Astra Giurgiu | 5-0 | FC Brașov | Giurgiu                     |  |
| 19:00 EET            |               |     |           | Stadion: Marin Anastasovici |  |

| 2014Etapa 3 | FC Brașov | 1-1 | Oțelul | Brașov               |  |
|             |           |     |        | Stadion: Tineretului |  |

| 2014Etapa 4 | U Cluj | 1-1 | FC Brașov | Cluj                |  |
|             |        |     |           | Stadion: Cluj Arena |  |

| 2014Etapa 5 | FC Brașov | 2-1 | ASA Târgu Mureș | Brașov               |  |
|             |           |     |                 | Stadion: Tineretului |  |

| 2014Etapa 6 | Dinamo | 2-1 | FC Brașov | București       |  |
|             |        |     |           | Stadion: Dinamo |  |

| 2014Etapa 7 | FC Brașov | 4-1 | Concordia | Brașov               |  |
|             |           |     |           | Stadion: Tineretului |  |

| 2014Etapa 8 | Ceahlăul | 2-2 | FC Brașov | Piatra Neamț      |  |
|             |          |     |           | Stadion: Ceahlăul |  |

| 2014Etapa 9 | FC Botoșani | 0-0 | FC Brașov | Botoșani           |  |
|             |             |     |           | Stadion: Municipal |  |

| 2014Etapa 10 | FC Brașov | 2-0 | Poli Iași | Brașov               |  |
|              |           |     |           | Stadion: Tineretului |  |

| 2014Etapa 11 | Rapid București | 0-1 | FC Brașov | București         |  |
|              |                 |     |           | Stadion: Giulești |  |

| 2014Etapa 12 | FC Brașov | 2-3 | CSU Craiova | Brașov               |  |
|              |           |     |             | Stadion: Tineretului |  |

| 2014Etapa 13 | CFR Cluj | 1-2 | FC Brașov | Cluj                              |  |
|              |          |     |           | Stadion: Dr. Constantin Rădulescu |  |

| 2014Etapa 14 | FC Brașov | 0-3 | Pandurii | Brașov               |  |
|              |           |     |          | Stadion: Tineretului |  |

| 2014Etapa 15 | FCSB | 2-0 | FC Brașov | București        |  |
|              |      |     |           | Stadion: Ghencea |  |

| 2014Etapa 16 | FC Brașov | 1-3 | FCV Farul | Brașov               |  |
|              |           |     |           | Stadion: Tineretului |  |

| 2014Etapa 17 | Gaz Metan | 2-1 | FC Brașov | Mediaș             |  |
|              |           |     |           | Stadion: Gaz Metan |  |

Retur
| 20 februarie 2015Etapa 18 | Petrolul | v | FC Brașov | Ploiești           |  |
| 20:30 EET                 |          |   |           | Stadion: Ilie Oană |  |

## Cupa României
Brașovenii au luat parte la ediția a 77-a a Cupa României la fotbal, învingându-i în șaisprezecimi pe cei de la Chindia Târgoviște. Totuși, echipa a fost eliminată în faza următoare de Universitatea Cluj, după o înfrângere pe teren propriu.

### Rezulatate
| 24 septembrie 2014Șaisprezecimi | Chindia Târgoviște | 1-3 | FC Brașov |  |  |
|                                 |                    |     |           |  |  |

| 29 octombrie 2014Optimi de finală | FC Brașov | 1-3 | Universitatea Cluj |  |  |
|                                   |           |     |                    |  |  |

## Cupa Ligii
Ediția 2014-2015 a Cupei Ligii este cea de-a treia ediție din istoria competiției, după edițiile din 1998 și 2000. În cupa reînființată de Liga Profesionistă de Fotbal au participat toate cele 18 echipe ale primei ligi.
"Stegarii" au fost eliminați optimile de finală, în prima partidă din noua competiție, după ce au pierdut pe teren propriu cu 4-1 în fața celor de la Astra Giurgiu.

### Rezulatate
| 18 iulie 2014Optimi de finală | FC Brașov       | 1 - 4   | Astra Giurgiu                       | Brașov               |  |
| 21:00 EET                     | Buga (pen.) 48' | Cronică | Fatai 12', 28' Seto 63' Budescu 67' | Stadion: Tineretului |  |